# Дягилева, Татьяна Владимировна
Татья́на (Та́ня) Владимировна Дя́гилева (бел. Таццяна (Таня) Уладзіміраўна Дзягілева; род. 1991, Витебск) — белорусская супермодель.

## Биография
Родилась в Витебске в 1991 году.
В 2010 году журнал Esquire, создавший сексуальный атлас планеты Земля, назвал Таню Дягилеву самой сексуальной уроженкой Белоруссии.
Изучала индустрию мод в Милане в Istituto Marangoni. Закончила Fashion Image and Style, Fashion Business intensive, Fashion Design BA.

## Показы мод
После первого удачного сезона (весна 2006 года), работает на показах Chanel, Christian Dior, Hermès, Alexander McQueen, Jean Paul Gaultier, Missoni, Versace, Prada, Donna Karan, Calvin Klein. Появилась на обложке российской версии журнала Vogue, на сегодняшний день рекламирует Hugo Boss, Michael Kors, Christian Dior, Lanvin, Yves Saint Laurent и Jean-Paul Gaultier.

### Осень/Зима-2008
Принимала участие в следующих шоу в период с февраля по март 2008 года:
Нью-Йорк: Phillip Lim, Badgley Mischka, BCBG Max Azria, Bill Blass, Carlos Miele, Carolina Herrera, Earth Pledge Presents FutureFashion, Herve Leger by Max Azria, J. Mendel, Lacoste, Marc by Marc Jacobs, Matthew Williamson, Max Azria, Michael Kors, Miss Sixty, Narciso Rodriguez, Nicole Miller, Oscar de la Renta, Ports 1961, Preen, Rag&Bone, Ralph Lauren, Ruffian, Temperley London, Tommy Hilfiger, Y-3, Zac Posen.
Милан: Belstaff, Blumarine, Byblos, Dolce & Gabbana, DSquared2, Etro, Gaetano Navarra, Iceberg, Just Cavalli, Moschino, RoccoBarocco, Salvatore Ferragamo, Sonia Fortuna, Versace.
Париж: Alexander McQueen, Ann Demeulemeester, Celine, Christian Dior, Christian Lacroix, Elie Saab, Emanuel Ungaro, Gai Mattiolo, Giambattista Valli, Hermès, John Galliano, Lanvin, Nina Ricci, Paul&Joe, Sonia Rykiel, Valentino, Yves Saint Laurent.
Всего 100 показов. В Нью-Йоркской долине открывала шоу Badgley Mischka, закрывала шоу Miss Sixty и открывала шоу Rag&Bone. В Милане закрывала шоу Byblos. В Париже открывала и закрывала шоу Celine, открывала и закрывала шоу Elie Saab, закрывала шоу Nina Ricci.